# Galina Timčenková
Galina Timčenková (Галина Тимченко, * 8. května 1962, Moskva) je ruská novinářka a ředitelka internetového zpravodajského portálu Meduza.

## Životopis
Galina Timčenko studovala v Moskvě medicínu, ale v pátém semestru se rozhodla studium ukončit, protože neviděla smysl získat kvalifikaci v oboru, který jí nebyl blízký a který si zvolila jen v důsledku naléhání své matky.
V letech 1997 až 1999 pracovala jako redaktorka v deníku Kommersant. Poté začala psát pro tehdy nově založený internetový zpravodajský portál Lenta.ru. V roce 2004 se stala jeho šéfredaktorkou.
Dne 12. března 2014 vlastník portálu, ruský miliardář Alexander Mamut, nahradil Timčenkovou Alexejem Goreslavskim. Ten předtím působil jako redaktor stránek Vzgljad.ru, které otevřeně podporují názory ruského prezidenta Vladimira Putina. V reakci na vyhození Timčenkové podalo výpověď 39 z celkových 84 novinářů. Příčinou byla skutečnost, že Galina Timčenko odmítla uposlechnout pokyny, jak má portál Lenta.ru prezentovat „ukrajinskou krizi“.
V říjnu 2014 založila Timčenková spolu s několika dalšími novináři, kteří dříve působili v Lenta.ru, nový zpravodajský portál Meduza. Zprávy vydává v ruštině, ale sídlí v lotyšské Rize, neboť v Rusku podle Timčenkové není možné publikovat nezávisle.